# Nereo Pasquali
Nereo Pasquali (Fiume, 1º dicembre 1907 – 8 settembre 1983) è stato un calciatore italiano, di ruolo centrocampista.

## Carriera
Nella stagione 1925-1926 ha segnato un gol in 10 presenze nell'Olympia Fiume, in Seconda Divisione (la seconda serie dell'epoca); a fine stagione l'Olympia si fonde con la Gloria Fiume, dando origine alla Fiumana, iscritta al successivo campionato di Prima Divisione, la seconda serie dell'epoca, in cui Pasquali gioca 5 partite senza mai segnare.
Dopo aver giocato per una stagione nella Bentegodi Verona in Seconda Divisione (che nel frattempo era diventato campionato di terza serie), torna a Fiume, giocando 25 partite in Divisione Nazionale nella stagione 1928-1929. L'anno seguente segna un gol in 22 presenze in Serie B, e dopo un'ulteriore stagione in Prima Divisione (nel frattempo declassata a terzo livello del calcio italiano), nella quale gioca 2 partite, termina la carriera da calciatore.